# Woodiphora fijiensis
Woodiphora fijiensis är en tvåvingeart som beskrevs av Ronald Henry Lambert Disney 1989. Woodiphora fijiensis ingår i släktet Woodiphora och familjen puckelflugor.
Artens utbredningsområde är Fiji. Inga underarter finns listade i Catalogue of Life.